# Oostelijke wolmaki
De oostelijke wolmaki (Avahi laniger) is een zoogdier uit de familie van de indriachtigen (Indriidae). De wetenschappelijke naam van de soort werd voor het eerst geldig gepubliceerd door Johann Friedrich Gmelin in 1788.

## Voorkomen
De soort komt voor in het noordoosten van Madagaskar.